# Улица Даниила Галицкого (Луцк)
Улица Даниила Галицкого — одна из основных улиц историко-культурного заповедника «Старый Луцк», которая простирается от площади Братский Мост к мосту через реку Стыр и пересекает и Рыночную площадь; единственная улица заповедника, по которой транзитно курсирует городской транспорт; композиционная ось "север-юг "заповедника, вдоль которой располагаются три памятника архитектуры национального значения: комплекс Луцкого братства, Покровская церковь, Большая хоральная синагога.

## История

### Освоение территории
Участок материка, по которому сейчас пролегает улица, стал использоваться лишь с X века по мере отступления воды и увеличения площади острова, на котором развивался город. В конце этого века прекратились частые и мощные наводнения , поэтому освоение территории стало возможным. В 1150 году здесь уже были городские укрепления, которые пролегали вдоль края надпойменной террасы . Несколько западнее улицы (в сторону реки) в разных местах были обнаружены срубные сооружения оборонного характера . Наряду с этими укреплениями в XIII веке шло активное освоение площади . С этого времени началось формирование южной части нынешней улицы Данила Галицкого как собственно городской улицы.

### Литовский период
С XIV века на городском холме формировалась Рыночная площадь, к которой вело несколько улиц. Вдоль западной части площади шли Широкая и Большая улицы, которые впоследствии легли в основу единой улицы. Улица Широкая (Равинская? ), то есть южная часть нынешней Галицкого, начиналась на Рынке рядом с ратушей и вела в южную часть города к еврейскому кварталу, откуда начинался Великий Луцкий (Земский) город. Её длина составляла 700 м и простиралась в соседнее село Рованцы . К северу от Рынка шла улица Большая, которая заканчивалась на Глушецком мосту, который соединял островную часть Луцка с северными окраинами — Помостичамы. Эта часть города играла важное значение в торговле и коммуникациях города, ведь здесь располагался порт, где происходили разгрузки прибывших в город лодок с товаром . В XV веке на мосту рядом с улицей Широкой построили городские ворота. Улица Широкая и Великая только формально были разделены Рынком, а географически это было единым направлением. Обе улицы — Широкая и Большая — носили повышенный статус, поскольку сходились на Рыночнай площади и географически располагались посреди городской территории Луцка.

### Строительство важных объектов
В начале XVII века Луцк переживал бум градостроительных акций, в результате которых возникло несколько крупных культовых и образовательных сооружений. Строительство некоторых из них происходило на данных улицах. 20 февраля 1619 король Сигизмунд III Ваза предоставил Луцком братству привилегия, согласно которому им предоставлялось право вместо русского госпиталя построить новый, а также построить церковь со школой . Впоследствии рядом с церковью появился и монастырь. Комплекс братства был построен возле Глушецкого моста на Большой улице. А в мае 1626 король Сигизмунд предоставил привилегию луцким евреям на построение каменной синагоги с оборонительной башней, пушкой на ней и небольшим арсеналом и новой школы . Через 3 года синагогу построили на противоположном конце дороги — улице Широкой в центре еврейского квартала. Кроме того, в 1637 напротив ратуши в юго-западном углу Рынка была построена деревянная церковь Покровы Пресвятой Богородицы, которую впоследствии заменили на кирпичную .

### Изменения названий и объединения в единую улицу
В середине XVIII века ратуша сгорела. Место, где она стояла, начало застраиваться. С развитием города и переходом его центра на новые улицы, Широкая и Великая стали терять свой престижный статус. Изменились и названия улиц. Большая вместе с частью Рынка теперь входили в Базилианскую (Василианскую), названную в честь ордена василиан, который разместился в бывшем братском монастыре. А в XIX в. эта улица именовалась Покровской. В это же время Широкая (которая вела в синагогу) носила название Школьная. В 1920 году она снова сменила название — на Берка Йоселевича, а Базилианская — на площадь Шолома Алейхема. Еще в начале XX века происходили торги на Рыночнай площади, поэтому вдоль улицы стояли как старинные постройки, так и деревянные прилавки. В течение 1915—1916 года, когда Луцк был занят австрийскими войсками, улица (или её часть) носила название Доминиканской.
Объединение улиц произошло в середине XX века под названием Староместская. В 1957 году её переименовали в Пугачева. В 1969 году на Пугачева происходило строительство нового мебельного магазина, во время которого в земле были обнаружены остатки одной из линий укреплений старого Луцка. Размер желобчатого кирпича и характер кладки внешне не отличался от Окольного замка. В 1977 году южнее Бани во время раскопок была найдена керамика XIII века . На углу с улицей Даниила Братковского был восстановлен дом по старым архивным чертежам. На нем установили мемориальную доску Даниилу Галицкому. В начале 1990-х улицу Пугачева переименовали в Даниила Галицкого.

## Сегодня
Улица Даниила Галицкого сегодня является единственной улице историко-культурного заповедника, по которой курсирует городской транспорт. Соответственно, это самая оживленная улица Старого города. В градостроительной композиции она играет роль оси «север-юг». С обеих сторон улицу обрамляют достопримечательности — Братская церковь и синагога, имеющих общие архитектурные элементы. Однако улица не является единым архитектурным ансамблем. Старые сооружения относятся к началу XVII века. Также сохранились дома XIX века и начала ХХ. Есть одна постройка конца 1960-х, где до недавнего времени располагалось Генеральное Консульство Республики Польша. Улица начинается с площади Братский мост, куда выходит пешеходная улица Леси Украинки.

### Сооружения
| Номер | Описание | Вид |
| ----- | --- | --- |
| —     | Дом, который был полностью уничтожен во время войны. Но заново построен по первоначальному проекту. Это копия предшественника. Расположенный на пересечении с улицей Даниила Братковского. |     |
| 2     | Братская Крестовоздвиженская церковь и монастырь |     |
| —     | Вид Покровской церкви с улицы. |     |
| 14    | Дом построен в 1969 году. До недавнего времени здесь размещалось Генеральное консульство Республики Польша.                                                                                |     |
| 16    | Баня |     |
| 33    | Большая хоральная синагога в конце улицы. |     |

## Галерея
- Начало улицы
- Средняя часть улицы
- Мемориальная доска Даниилу Галицкому
- Сравнения: 1916-2008